# Katja Ebbinghausová
Katja Ebbinghausová, rodným příjmením Burgemeisterová (* 1. června 1948 Wiesbaden) je bývalá západoněmecká profesionální tenistka, pohybující se na okruzích v letech 1969–1982. Ve své kariéře vyhrála jeden singlový a čtyři deblové turnaje.
V 70. letech představovala ve Spolkové republice Německo ženskou dvojku za Helgou Masthoffovou. V roce 1977 byla na žebříčku WTA pro dvouhru klasifikována na 19. místě.
Poté, co se v roce 1977 vrátila na dvorce Evonne Goolagongová po krátké mateřské dovolené, vyřadila ji Němka v úvodním kole Canadian Open. Australanka se následně odhlásila z US Open 1977, kde v předchozích čtyřech ročnících vždy skončila jako poražená finalistka.

## Pohár federace
Ve fedcupovém týmu Západního Německa debutovala v roce 1970 utkáním 2. kola Světové skupiny proti Švýcarsku, v němž dopomohla k postupu Němek deblovou výhrou v páru s Hoslovou. Daný ročník se družstvo v Poháru federace 1970 probojovalo až do finále, kde nestačilo na Austrálii 0:3 na zápasy. Poslední zápas odehrála ve druhém kole Světové skupiny 1979 proti Spojeným státům, kde prohrála čtyřhru s Hanikovou. V soutěži nastoupila k dvaceti dvěma mezistátním utkáním s bilancí 10–2 ve dvouhře a 9–5 ve čtyřhře.

## Grand Slam
Na nejvyšší grandslamové úrovni se pětkrát probojovala do čtvrtfinále dvouhry. Na French Open 1972 v něm podlehla 6–3 a 8–6 krajance Helze Masthoffové, na Roland Garros 1973 nestačila na favorizovanou Margaret Courtovou po setech 2–6 a 3–6 a další ročník 1974 utrpěla porážku 7–5, 6–7 a 6–3 od Raquel Giscafréové. Na US Open 1975 ji hladce vyřadila Virginia Wadeová 6–3 a 6–0. Poslední prohra mezi osmičkou hráček se datuje z lednového Australian Open 1977, kde skončila na raketě Kerry Reidové poměrem 6–0 a 6–4.
V ženské čtyřhře si po boku Francouzky Gail Chanfreauové zahrála o titul na French Open 1974, kde je přehrál americko-sovětský pár Chris Evertová a Olga Morozovová po setech 4–6, 6–2 a 1–6.

## Soukromý život
Narodila se roku 1948 jako Katja Burgemeisterová v západoněmeckém Wiesbadenu. Po sňatku s Dieterem Ebbinghausem přijala mužovo příjmení. Manželství bylo rozvedeno v roce 1974. Do roku 1977 žila devět let v Mnichově, odkud se přestěhovala do Hamburku.

## Finálová utkání na Grand Slamu

### Ženská čtyřhra: 1 (0–1)
| Stav       | Rok  | Turnaj      | Povrch | Spoluhráčka       | Soupeřky ve finále             | Výsledek      |
| Finalistka | 1974 | French Open | antuka | Gail Chanfreauová | Chris Evertová Olga Morozovová | 4–6, 6–2, 1–6 |

## Finalové účasti

### Dvouhra (1–3)
| Stav       | Č. | Datum             | Turnaj                  | Povrch      | Soupeřka ve finále | Výsledek      |
| ---------- | -- | ----------------- | ----------------------- | ----------- | ------------------ | ------------- |
| Vítězka    | 1. | 17. července 1972 | Kitzbühel, Rakousko     | antuka      | Marijke Jansenová  | 7–5, 6–3      |
| Finalistka | 1. | 26. března 1973   | New York, Spojené státy | koberec (h) | Chris Evertová     | 6–0, 6–4      |
| Finalistka | 2. | 7. října 1974     | Tokio, Japonsko         | koberec (h) | Maria Buenová      | 3–6, 6–4, 6–3 |
| Finalistka | 3. | 11. července 1977 | Kitzbühel, Rakousko     | antuka      | Renáta Tomanová    | 6–3, 7–5      |

### Čtyřhra 9 (4–5)

#### Vítězka
| Č. | Datum              | Turnaj                  | Povrch | Spoluhráčka            | Poražené finalistky                 | Výsledek |
| -- | ------------------ | ----------------------- | ------ | ---------------------- | ----------------------------------- | -------- |
| 1. | 5. dubna 1971      | Monte-Carlo, Monako     | antuka | Betty Stoveová         | Lucia Bassiová Lea Pericoliová      | 6–4, 6–3 |
| 2. | 17. července 1972  | Kitzbühel, Rakousko     | antuka | Heide Schildeknechtová | Mandy Morganová Lucia Sarnová       | 6–0, 6–1 |
| 3. | 18. listopadu 1974 | Buenos Aires, Argentina | antuka | Helga Masthoffová      | Beatriz Araujová Raquel Giscafréová | 6–0, 6–1 |
| 4. | 12. dubna 1976     | Monte-Carlo, Monako     | antuka | Helga Masthoffová      | Rosie Darmonová Gail Sherriffová    | 6–3, 7–5 |

#### Finalistka
| Č. | Datum              | Turnaj                    | Povrch | Spoluhráčka           | Vítězky                              | Výsledek      |
| -- | ------------------ | ------------------------- | ------ | --------------------- | ------------------------------------ | ------------- |
| 1. | 9. srpna 1971      | Hilversum, Nizozemsko     | antuka | Trudy Groenmanová     | Christina Sandbergová Betty Stoveová | 6–1, 6–2      |
| 2. | 3. června 1974     | French Open, Francie      | antuka | Gail Sherriffová      | Chris Evertová Olga Morozovová       | 6–4, 2–6, 6–1 |
| 3. | 12. července 1976  | Kitzbühel, Rakousko       | antuka | Heidi Eisterlehnerová | Helen Anliotová Mimi Wikstedtová     | 6–4, 2–6, 7–5 |
| 4. | 15. května 1978    | Hamburk, Německo          | antuka | Helga Masthoffová     | Mima Jaušovecová Virginia Ruziciová  | 6–4, 5–7, 6–0 |
| 5. | 20. listopadu 1978 | Christchurch, Nový Zéland | tráva  | Sylvia Haniková       | Lesley Huntová Sharon Walshová       | 6–1, 7–5      |